# Sigmund und sein Freund
Sigmund und sein Freund (SUSF) was een Belgische avant-garde band actief in de jaren '80 en '90 van de 20ste eeuw. De muziekstijl van de band was sterk beïnvloed door experimentele bands uit de late jaren '70 zoals oa het Amerikaanse Throbbing Gristle. 
SUSF grossierde in bevreemdende muziek. Synthloops, trompet en gemutileerde zang vormden de hoofdbestanddelen. 
In een latere bezetting (vanaf 1990) bestond de band uit Dirk Van Severen, Karl Farrazijn en Ivan Missinne. 
De band bouwde vanaf het begin een sterke live reputatie op en had optredens en een trouwe fanbase in binnen- en buitenland. SUSF kwam in 1992 ook aan bod in het MTV-programma "120 minutes " van Paul King.
Dirk Van Severen is momenteel  nog steeds actief als beeldend kunstenaar.
Kris Belaen is actief als muziekproducer voor onder andere Fifty Foot Combo, Amenra, Aborted, Thurisaz, Rise and Fall, Betzefer

## Discografie
- Live at the studio (K7, 1985)
- Live-tracks (K7, 1985)
- Amsterdam 18/4/86 (K7, 1986)
- Secret (12 inch, Antler, 1987)
- Sacred (12 inch, Antler, 1987)
- See Emily play (lp, Antler, 1988)
- Innate (MLP, 1988)
- Glory to the newborn King (12 inch, Antler 1989)
- Love lust leave (lp, Antler, 1989)
- In theory & practice (cd, Manifesto, 1992)
- Gasp (cd, Manifesto, 1993)